# Franska invasionen av Algeriet
Franska invasionen av Algeriet varade från 14 juni till 7 juli 1830. Invasionen var det första steget i Frankrikes erövring av Osmanska Algeriet, och kulminerade med intagandet av huvudstaden Alger den 5 juli. Det franska infallet i Algeriet kom sedan att bli startskottet för ett utdraget och blodigt krig om kontrollen över landet, som avslutades först 1847 då Algeriet inlemmades i det franska kolonialväldet som Franska Algeriet.
Skälet som Frankrike angav till fälttåget var bekämpandet av Barbareskstaternas sjöröveri, som länge hade varit en källa till irritation för de europeiska stormakterna.

### Fotnoter
1. ↑  Nigel Falls (10 oktober 2005). ”The Conquest of Algiers” (på engelska). History Today. https://www.historytoday.com/archive/conquest-algiers. Läst 14 juli 2019.
2. ↑  ”History of Algeria” (på engelska). History World. http://www.historyworld.net/wrldhis/PlainTextHistories.asp?historyid=ac92. Läst 14 juli 2019.